# Chinesische Managementkultur
Als chinesische Managementkultur wird die Art und Weise verstanden, in der Managementkräfte aus dem chinesischen Kulturraum ihre Managementaufgaben verstehen und ausüben.
Aufgrund vielfältiger Beteiligungen sowohl chinesischer Unternehmen an europäischen Unternehmen als auch europäischer Unternehmen an chinesischen Firmen gewinnt die Beschäftigung mit chinesischen Führungsgrundsätzen an stetig steigender Bedeutung.

## Anwendungsfelder
Anwendungsfelder der chinesischen Managementkultur sind:
- die Mitarbeit bei einem Unternehmen im chinesischen Kulturraum, z. B. als Führungskraft bei einer Tochtergesellschaft in China[4]
- die Mitarbeit bei einem einheimischen Unternehmen, das teilweise oder vollständig im Besitz einer chinesischen Muttergesellschaft steht[5][6]
- die Zuordnung zu einer Führungskraft, die aus dem chinesischen Kulturraum stammt und durch Erziehung und/oder Ausbildung sich vor allem von chinesischen Wertevorstellungen leiten lässt